# Лобан, Сергей Витальевич
Серге́й Вита́льевич Лоба́н (3 сентября 1972, Москва) — российский кинорежиссёр.

## Биография
Сергей Лобан родился в Москве. Окончил Московский институт электроники и математики. 
В 1995 году основал андеграундный клуб на заброшенном дебаркадере у набережной Москвы-реки, на два года ставший центром неформальной культуры. Работал режиссёром на канале ОРТ в программе «…до 16 и старше». Тогда же познакомился с участниками контркультурного художественного объединения «зАиБи» («За анонимное и бесплатное искусство») Мариной Потаповой и Дмитрием Моделем. Вместе с друзьями из «зАиБи» основал творческое объединение «СВОИ2000». 
В 2001 году по заказу белорусской газеты «Навинки» снял фильм «Случай с пацаном» по сценарию одного из лидеров белорусского андеграунда Лёши Чиканоса. «Случай с пацаном» с бюджетом в одну тысячу долларов получил Гран-при на московском фестивале «Любить кино». В 2002 году был поставлен короткометражный «Соси банан». Также в 2001 году режиссёр снял фантастическую драму «Пыль», которая по неясным причинам вышла в свет только в 2005 году, завоевавшую впоследствии множество призов, в том числе первый диплом жюри российской кинокритики на Московском кинофестивале 2005 года. С 2003 по 2005 год работал в качестве режиссёра над спектаклем Петра Мамонова «Мыши, мальчик Кай и Снежная королева».
В 2010 году снял фильм «Шапито-шоу», получивший специальный приз жюри Московского кинофестиваля 2011 года. Фильм был также номинирован на премию «Ника» в 5 категориях (включая «Лучший фильм» и «Лучшая режиссёрская работа»), но не получил ни одной награды. 
В 2011 году стал соавтором документального фильма о Петре Мамонове, с которым сотрудничал при создании двух своих предыдущих картин. Лента получила название «Мамон + Лобан». 
В 2014 году Лобан поставил короткометражный документальный фильм «Новая дистанция», который повествует о ярких представителях паралимпийского движения в России.
В декабре 2023 года поставил детский спектакль «Дело техники» в ГЭС-2.

## Фильмография
- «Внимание, черепаха!»

- 2001 — Случай с пацаном (среднеметражный)
- 2002 — Соси банан (короткометражный)
- 2005 — Телевизор (короткометражный)
- 2005 — Пыль
- 2011 — Шапито-шоу
- 2011 — Мамон + Лобан (документальный)
- 2014 — Новая дистанция (документальный)